# Pio Vito Pinto
Pour les articles homonymes, voir Pinto.
Pio Vito Pinto, né le 29 mars 1941 à Noci (Pouilles, Italie), est un prélat et canoniste catholique italien, doyen de la Rote romaine depuis 2012.

## Biographie
Le 25 mars 1995, il est appelé à Rome comme prélat auditeur à la Rote romaine. Il devient dans le même temps membre de la commission spéciale de la Congrégation pour la doctrine de la foi pour le traitement des causes d'annulation de mariage in favorem fidei, c'est-à-dire entre un catholique et un non-catholique.
Le 22 septembre 2012, il est nommé doyen de la Rote romaine par le pape Benoît XVI, qui le nomme également président de la Cour d'appel de l'État de la Cité du Vatican le 10 décembre suivant. 
Le 27 août 2014, le pape François le place à la tête de la commission spéciale d'étude pour la réforme des procès canoniques matrimoniaux, afin de simplifier la procédure de déclaration de nullité d'un mariage mais en sauvegardant le principe de l'indissolubilité du mariage. En 2014 et 2015, il participe entre autres aux deux synodes sur la famille en tant que membre nommé par le pape,. 
Le 12 décembre 2016, le pape lui nomme un auxiliaire en la personne de Mgr Maurice Monier, premier pro-doyen de la Rote.

## Prise de position
Le 29 novembre 2016, il qualifie de « scandale » les cinq « dubia » rendus public par les cardinaux Walter Brandmüller, Raymond Burke, Carlo Caffarra et Joachim Meisner, à propos des « sérieuses erreurs » qui se trouveraient dans l'exhortation apostolique Amoris lætitia. Mgr Pinto souligne également que, si le pape n'a pas répondu directement aux quatre cardinaux, il leur a répondu « indirectement » : « il leur a dit qu'ils regardaient seulement en blanc ou noir alors qu'il y a, dans l’Église, des nuances de couleurs ». Enfin, selon son interview publiée sur ReligionConfidencial, il aurait menacé les quatre cardinaux de se voir retirer leur titre cardinalice par le pape. 
Toutefois, le 1er décembre, il publie un rectificatif dans lequel il affirme que le site a mal retranscrit sa réponse, précisant que « le pape François n'est pas un pape du passé qui pourrait leur enlever la barrette cardinalice, comme l'a fait Pie XI avec le célèbre théologien jésuite français Louis Billot ».